# Persone di cognome Peterson
| Questa pagina contiene informazioni ricavate automaticamente dalle voci biografiche con l'ausilio del template Bio e di un bot. L'aggiornamento è periodico e automatico e ricostruisce completamente la pagina. Se manca una persona in questa lista, sei pregato di non aggiungerla, ma accertati piuttosto che la sua voce biografica contenga il template Bio e che i dati anagrafici siano correttamente compilati. Se il template Bio manca, inseriscilo tu stesso o, in alternativa, metti l'avviso {{tmp\|Bio}} che ne segnala la mancanza. Se i dati riportati sono sbagliati, correggi direttamente la voce biografica; le modifiche saranno visibili in questa lista entro pochi giorni. Per chiarimenti vedi il progetto antroponimi. La lista contiene solo le 59 persone che sono citate nell'enciclopedia e per le quali è stato implementato correttamente il template Bio. Pagina aggiornata al 17 ott 2024. |

Questa è una lista di persone presenti nell'enciclopedia che hanno il cognome Peterson, suddivise per attività principale.

## Allenatori di pallacanestro(1)
- Vadal Peterson, allenatore di pallacanestro statunitense (Huntsville, n. 1892 - Salt Lake City, † 1976)

## Animatori(1)
- Bob Peterson, animatore, sceneggiatore e regista statunitense (Wooster, n. 1961)

## Attori(2)
- Jeff Peterson, attore statunitense (Denver, n. 1978)
- Kurt Peterson, attore, cantante e produttore teatrale statunitense (Stevens Point, n. 1948)

## Attrici(4)
- Amanda Peterson, attrice statunitense (Greeley, n. 1971 - Greeley, † 2015)
- Carla Peterson, attrice e regista teatrale argentina (Córdoba, n. 1974)
- Cassandra Peterson, attrice, sceneggiatrice e personaggio televisivo statunitense (Manhattan, n. 1951)
- Paige Peterson, attrice e socialite statunitense (Lawrence, n. 1980)

## Batteristi(1)
- Garry Peterson, batterista canadese (Winnipeg, n. 1945)

## Calciatori(2)
- Jacob Peterson, ex calciatore statunitense (Portage, n. 1986)
- Kristoffer Peterson, calciatore svedese (Göteborg, n. 1994)

## Canoisti(1)
- Rolf Peterson, ex canoista svedese (Halmstad, n. 1944)

## Cantanti(2)
- Nick Peterson, cantante, compositore e regista britannico (Perth, n. 1973)
- Ray Peterson, cantante statunitense (Denton, n. 1939 - Smyrna, † 2005)

## Cestiste(1)
- Alexis Peterson, cestista statunitense (Columbus, n. 1995)

## Cestisti(9)
- Bob Peterson, cestista statunitense (Menlo Park, n. 1932 - San Jose, † 2011)
- Ed Peterson, cestista statunitense (Buffalo, n. 1924 - Syracuse, † 1984)
- Mel Peterson, ex cestista statunitense (Thief River Falls, n. 1938)
- Q.J. Peterson, cestista statunitense (Hedgesville, n. 1994)
- Brandon Peterson, cestista statunitense (Birmingham, n. 1990)
- Drew Peterson, cestista statunitense (Libertyville, n. 1999)
- Jaime Peterson, ex cestista dominicano (New York, n. 1971)
- Morris Peterson, ex cestista statunitense (Flint, n. 1977)
- Travis Peterson, ex cestista statunitense (Glendale, n. 1985)

## Chitarristi(1)
- Eric Peterson, chitarrista statunitense (n. 1964)

## Ciclisti su strada(1)
- Thomas Peterson, ex ciclista su strada statunitense (Everett, n. 1986)

## Fondisti(1)
- Teodor Peterson, ex fondista svedese (Umeå, n. 1988)

## Ginnasti(1)
- Leonard Peterson, ginnasta svedese (n. 1885 - † 1956)

## Giocatori di baseball(1)
- David Peterson, giocatore di baseball statunitense (Arcadia, n. 1995)

## Giocatori di football americano(6)
- Adrian Peterson, giocatore di football americano statunitense (Palestine, n. 1985)
- Adrian Peterson, ex giocatore di football americano statunitense (Gainesville, n. 1979)
- Anthony Peterson, ex giocatore di football americano statunitense (Cleveland, n. 1972)
- Todd Peterson, ex giocatore di football americano statunitense (Washington, n. 1970)
- Julian Peterson, ex giocatore di football americano statunitense (Hillcrest Heights, n. 1978)
- Patrick Peterson, giocatore di football americano statunitense (Fort Lauderdale, n. 1990)

## Giornalisti(1)
- Dan Peterson, giornalista, commentatore televisivo e allenatore di pallacanestro statunitense (Evanston, n. 1936)

## Imprenditori(2)
- Lex Peterson, imprenditore e bobbista neozelandese (Palmerston North, n. 1957 - Vancouver, † 2004)
- Peter George Peterson, imprenditore, politico e banchiere statunitense (Kearney, n. 1926 - New York, † 2018)

## Ingegneri(1)
- Donald Peterson, ingegnere e astronauta statunitense (Winona, n. 1933 - Webster, † 2018)

## Lottatori(2)
- Ben Peterson, ex lottatore statunitense (n. 1950)
- John Peterson, ex lottatore statunitense (Cumberland, n. 1948)

## Militari(1)
- Arthur V. Peterson, militare statunitense (Morristown, n. 1912 - Seattle, † 2008)

## Neurologi(1)
- Frederick Peterson, neurologo e pittore statunitense (Faribault, n. 1859 - † 1938)

## Nuotatori(1)
- Chip Peterson, nuotatore statunitense (Morehead City, n. 1987)

## Pattinatrici di short track(1)
- Amy Peterson, ex pattinatrice di short track statunitense (Maplewood, n. 1971)

## Pianisti(1)
- Oscar Peterson, pianista canadese (Montréal, n. 1925 - Mississauga, † 2007)

## Piloti automobilistici(1)
- Ronnie Peterson, pilota automobilistico svedese (Örebro, n. 1944 - Milano, † 1978)

## Poeti(1)
- Kristjan Jaak Peterson, poeta estone (Riga, n. 1801 - Riga, † 1822)

## Politici(3)
- Collin Peterson, politico statunitense (Fargo, n. 1944)
- John E. Peterson, politico statunitense (Titusville, n. 1938)
- Pete Peterson, politico, militare e ambasciatore statunitense (Omaha, n. 1935)

## Produttori discografici(1)
- Frank Peterson, produttore discografico tedesco (n. 1963)

## Psicologi(1)
- Jordan Peterson, psicologo e saggista canadese (Edmonton, n. 1962)

## Rapper(1)
- Tory Lanez, rapper e cantautore canadese (Brampton, n. 1992)

## Sciatori freestyle(1)
- Jeret Peterson, sciatore freestyle statunitense (Boise, n. 1981 - Lambs Canyon, † 2011)

## Sciatrici alpine(1)
- Foreste Peterson, ex sciatrice alpina statunitense (n. 1993)

## Scrittori(1)
- Processo a Michael Peterson, scrittore statunitense (Tennessee, n. 1943)

## Tenniste(1)
- Rebecca Peterson, tennista svedese (Stoccolma, n. 1995)

## Youtuber(1)
- Coyote Peterson, youtuber e educatore statunitense (Ohio, n. 1981)